# Caecosphaeroma
Caecosphaeroma es un género de isópodos perteneciente a la familia Sphaeromatidae.

## Especies
Este género contiene las siguientes especies:
- Caecosphaeroma burgundum  Dollfus, 1898
- Caecosphaeroma virei  Dollfus, 1896